# Karel Engliš
 (juillet 2020).

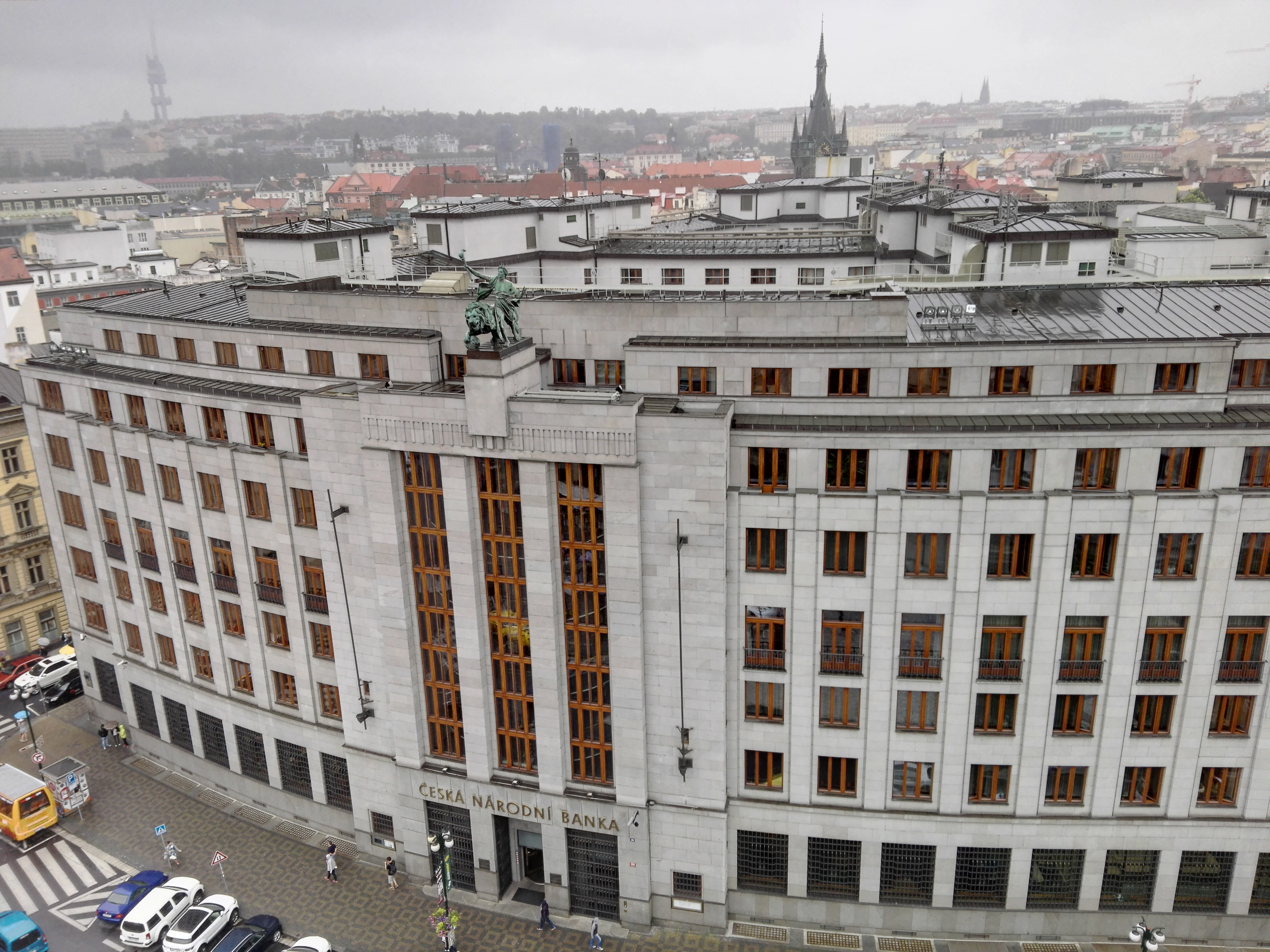
Façade du bâtiment actuel de la Banque nationale tchèque. Karel Engliš exerçait la fonction du gouverneur de la Banque nationale tchécoslovaque entre 1934 et 1939.

Karel Engliš, né le 17 août 1880 à Hrabyně et mort dans la même ville le 13 juin 1961, est un économiste tchèque, fondateur de la théorie économique téléologique. 
Il fut l'un des plus importants théoriciens de l'économie dans l'entre-deux-guerres. Il apporta sa contribution dans les domaines de la sociologie, de la philosophie et de la logique et est l'auteur de nombreux travaux scientifiques.

## Biographie
Karel Engliš est le neuvième enfant d'un boucher de village qui a grandi dans des conditions très modestes. Il étudie au lycée d'Opava de 1892 à 1899. Ensuite, il donne des cours privés pour financer ses études. En 1904, il effectue un stage d'études à Munich, et la même année, est diplômé de la Faculté de droit de l'Université Charles de Prague. Après ses études, il devient fonctionnaire de l'Office national des statistiques de Prague. Après quatre années (1904-1908) de travaux statistiques, il est appelé à Vienne au Ministère du commerce, au bureau de statistique. Le nouveau patron, Franz Fiedler, est en train de devenir une des principales personnalités politiques tchèques. Là, le jeune Engliš acquiert ses premiers enseignements sur le fonctionnement du gouvernement de 1908 à 1911.

### Activité universitaire
En 1910, Karel Engliš obtient son habilitation pour enseigner l'économie à l'Université technique tchèque de Brno, comme maître de conférence puis comme professeur assistant en 1911. Il devient professeur titulaire en 1917.
Après la fin de la Première Guerre mondiale, en compagnie de son collègue et ami František Weyr et de l'écrivain tchèque Alois Jirásek, il dépose un projet de loi sur la création d'une deuxième université tchèque. Ainsi, en 1919, il devient premier recteur de l'Université Masaryk de Brno de 1921 à 1922, puis il devient doyen de la Faculté de Droit de 1925 à 1926. Il est également élu recteur de l'Université Charles à Prague[Quand ?].
Après le putsch communiste en février 1948, Karel Engliš renonce à son rectorat de Prague et à l'ensemble de ses fonctions universitaires. Il se retire de la vie publique pour prendre sa retraite. Par l'organe de presse communiste central, il est qualifié comme un représentant de la « classe bourgeoise capitaliste », « d'un promoteur du système capitaliste libéral » et « un des plus grands adversaires théoriques de l'économie centralement planifiée ». Il est obligé de quitter Prague pour Hrabyně et passer le reste de ses jours en exil, dans une petite maison. Le gouvernement communiste lui retire sa pension de vieillesse, qui est remplacée par un minimum social. On lui confisque les tickets alimentaires de rationnement. Ses œuvres sont bannies des bibliothèques. Ses livres sont mis sous scellés, mis au rebut de la bibliothèque pour être détruits. Il est l'objet d'une surveillance de la police qui contrôle sa correspondance. Par bonheur, il parvient à échapper à des sanctions beaucoup plus inhumaines.

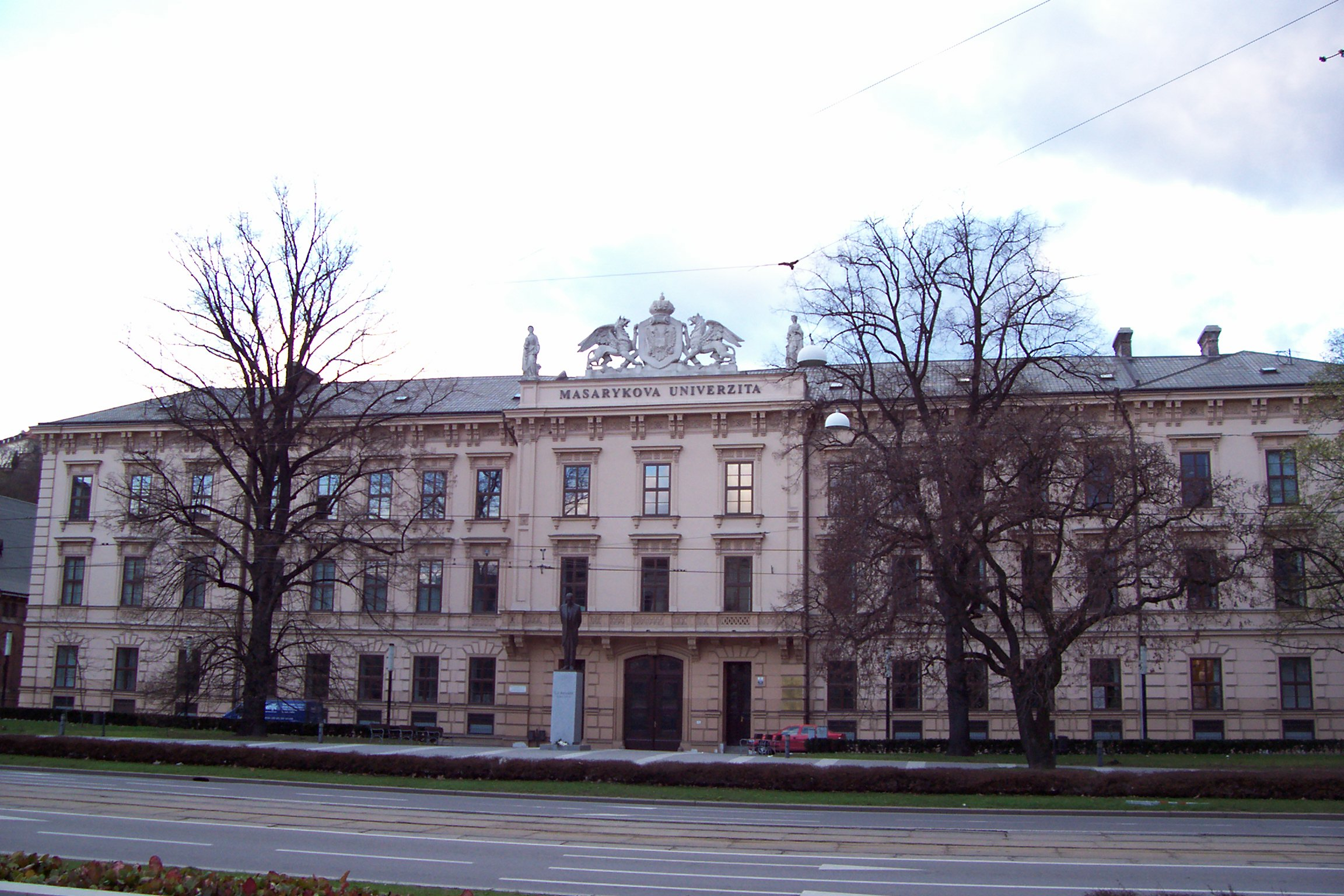
L'un des édifices de l'Université Masaryk, cofondée en 1919 par Karel Engliš.

Malgré ses difficultés, il rédige d'autres livres qui ne seront pas publiés. Au début des années 1960, il meurt dans la pauvreté et l'oubli. 

### L'activité politique

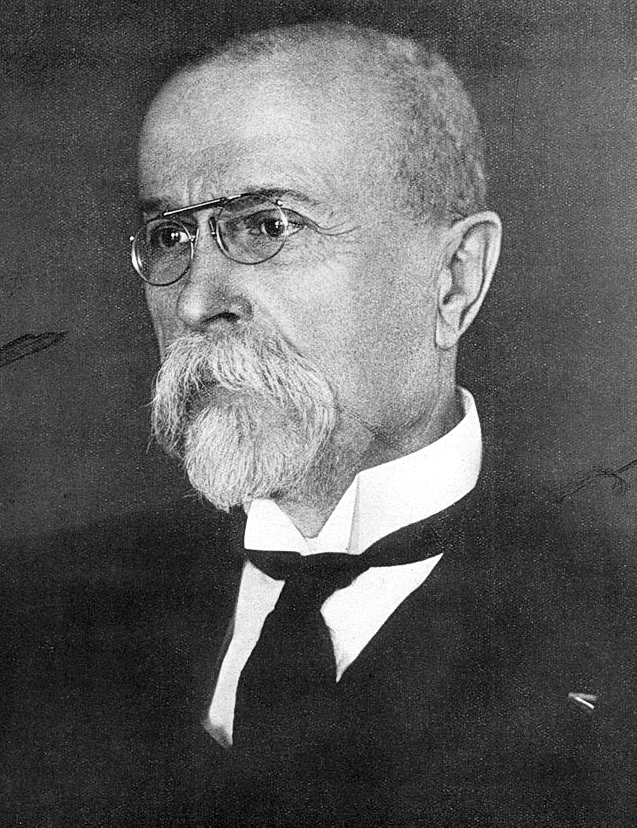
Tomáš Garrigue Masaryk, le premier Président de la République Tchécoslovaque (1925)

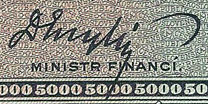
Signature de Karel Engliš sur le billet de 5000 couronnes tchécoslovaques (1920).

Karel Engliš, chercheur et enseignant, était également actif politiquement. Il est membre du Parti du progrès populaire de Moravie puis du Parti National démocratique de Tchécoslovaquie à la création de ce nouvel État en 1918.
Au cours de l'année 1913, il travaille au sein de l'Assemblée de Moravie. Karel Engliš est, à cette période, un grand admirateur du futur premier président tchécoslovaque, Tomas Garrigue Masaryk, qui deviendra, à son tour et réciproquement, un admirateur de Karel Engliš. En 1918, il est choisi par la commission nationale à Prague, pour appartenir à l'Assemblée nationale. De 1920 à 1925, il est élu député à deux reprises. En 1925, il quitte le Parti démocratique national et délaisse son mandat.
Il a joué un rôle clé dans la réforme de la monnaie tchécoslovaque après la Seconde Guerre mondiale. Karel Engliš est membre du gouvernement de 1920 à 1921, de 1925 à 1928 et de 1929 à 1930 en tant que Ministre des Finances. Il a mis en cohérence la politique de stabilisation de la monnaie tchèque.
Avec ses points de vue, il a connu un violent conflit avec Alois Rašín, autre auteur d'un projet sur la monnaie, opposé à la stabilisation proposée par lui.

## Apport scientifique

### La théorie téléologique de l'économie
La théorie téléologique de l'économie, la principale contribution à la science économique de Karel Engliš, attire l'attention de l'école autrichienne. C'est principalement Ludwig von Mises qui le cite dans plusieurs de ses ouvrages.
Cette méthode téléologique s'attache aux objectifs des choix des acteurs économiques, observe l'orientation (affectation) des moyens utilisés dans les processus économiques et analyse la rationalité de la prise de décisions dans ces processus économiques. Aussi, la connaissance et la compréhension de tout processus économique ne sont scientifiquement satisfaisantes que si les objectifs d'orientation dans l'activité économique peuvent être prouvés pour tous les sujets : entreprises, ménages, banques, État, etc.
Il considère l'économie comme une science concernant l'ordre, dans lequel les individus et les nations fonctionnent pour le maintien et l'amélioration de la vie. Il conçoit cet ordre comme ayant un but, prenant naissance dans une idée intentionnelle. De ce point de vue, il définit les catégories économiques de base comme la valeur, le capital, les prix et la monnaie. Pour Karel Engliš, l'approche téléologique est devenu un point de départ pour une nouvelle étude détaillée des lois de l'économie de marché, en particulier de l'essence, des méthodes et des limites de l'interventionnisme étatique et de sa politique sociale.

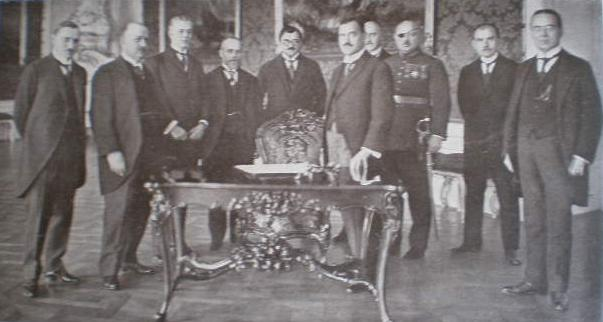
Karel Engliš avec ses collègues du cabinet du premier ministre Jan Černý en 1926.

En tant qu'épistémologue, Karel Engliš s'intéresse au concept de la vérité et à la méthodologie. Dans son traité théorique sur la gnoséologie et sur la logique de l'esprit, il traite du problème de la relation à la vérité, car celle-ci « est une condition préalable à tout autre produit ». Il analyse le problème de la difficulté de comparer le fait constaté, provenant du jugement empirique, avec la réalité elle-même. Il débat de l'impossibilité absolue et complète d'accéder à la vérité, mais en fait, déclare-t-il, nous ne pouvons pas écarter toute objectivité.

### Réforme budgétaire
Au ministère des Finances, il a effectué des efforts visant à maintenir un budget équilibré, accompagné par une réforme sur la structure du budget et une réforme fiscale suivies d'engagements de la politique monétaire
En 1927, Karel Engliš réussit à appliquer la réforme budgétaire, ce qui suscite un énorme intérêt international[réf. nécessaire]. La gestion des finances publiques est divisée en quatre parties distinctes, qui sont ensuite adoptées par l'ensemble du budget de l'État. L'équilibre au cours de l'exercice de ces quatre différentes parties ne peut pas mener à un résultat d'un déficit ou d'un excédent de tout le budget. C'est simple, facile et chaque citoyen sait exactement où va son argent.

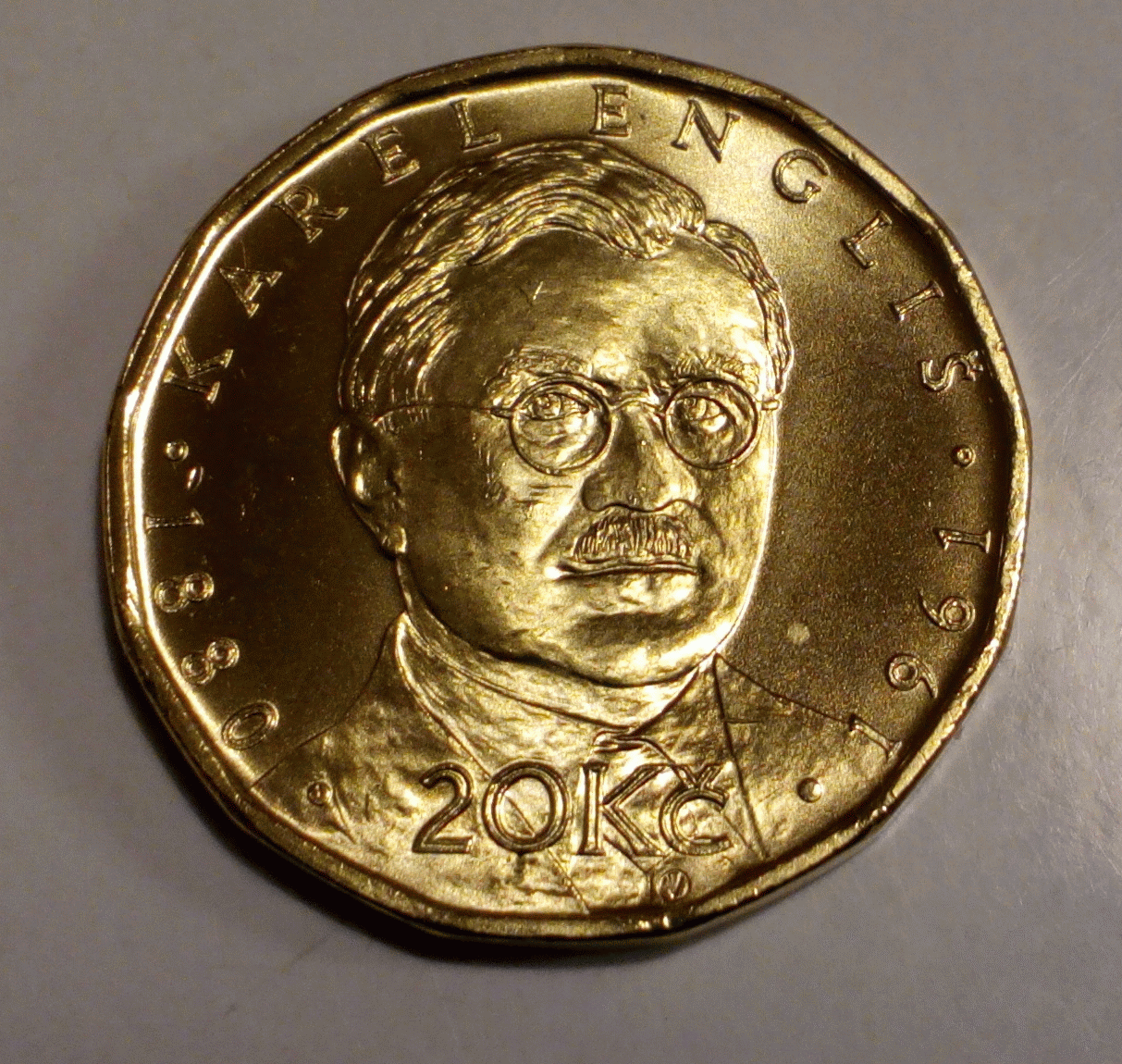
Une monnaie de 20 couronnes tchèques portant le portrait de Karel Engliš (2019).

La première section principale des politiques économiques et sociales de l'État (administration publique, éducation, santé, défense) est couverte par ses propres impôts. Dans le deuxième chapitre, du secteur public et du gouvernement, recouvre la fourniture des services publics (entretien des routes, les égouts, l'eau...). Ce groupe devait percevoir des redevances pour ces services par le biais d'une certaine part d'impôts. Le troisième domaine du budget de l'État étaient constituées par les entreprises d'État qui étaient suivies par les résultats de leur gestion. Le dernier budget était le budget de la gestion de la dette publique.

### Politique monétaire
Karel Engliš était reconnu comme un important expert dans le domaine de la théorie monétaire. Il a pu expliquer en détail les causes de l'inflation et la déflation, y compris leurs conséquences afin de bien comprendre la théorie des taux de change, des crédits d'émission et de la monnaie. Grâce à ses fonctions de Ministre des Finances et de Gouverneur de la Banque nationale tchécoslovaque, il a été en mesure d'allier toutes ses connaissances à la pratique à partir de 1934 jusqu'à la fin de la Première République tchécoslovaque. Il a toujours refusé d'accentuer les déficits budgétaires et il a empêché la banque centrale d'émettre trop de monnaie, ce qui était, selon lui, une politique conduisant inexorablement à la croissance de l'inflation. Aussi, il a maintenu la stabilité de la couronne tchécoslovaque et il assuré sa libre convertibilité avec les devises étrangères.
Il s'est opposé à l'économiste Alois Rašín qui défendait une notion métallique de la monnaie. Selon ce dernier, la valeur de la monnaie est dérivée de la valeur du métal qui la composait. Karel Engliš, au contraire, soutenait que la valeur de la monnaie dépendait de la relation téléologique entre des opérateurs et la monnaie. Autrement dit, les gens n'utilisent pas la monnaie pour son contenu technique (poids du métal précieux), mais pour son contenu économique, c'est-à-dire l'utilité des objets que la monnaie permet d'acheter.